# Isabel Casillas Guzman
Isabella Casillas Guzman (Burbank, 1971 –) amerikai politikus, akit az Egyesült Államok elnökének kisvállalkozási tanácsadója.

## Korai évek
Guzman 1971-ben Burbankben született. Mexikói felmenői vannak, akik a mexikói forradalom idején menekültek el Aguascalientes és Jalisco államokból. Felmenői között vannak németek, zsidók és kínaiak is. Guzman apja az 1960-as években költözött Texasból Los Angelesbe.
Tanulmányait a Pennsylvaniai Egyetemen végezte.

## Karrier
2019 áprilisától Guzman Kalifornia üzleti tanácsadói irodájának vezetője volt. Az Obama-kormány alatt az elnök helyettes üzleti tanácsadója volt. A ProAmerica Bank stratégiai vezetője volt Los Angelesben.
2021. január 7-én lett bejelentve, hogy Joe Biden jelölni fogja az elnök kisvállalkozási tanácsadójának pozíciójára. A jelölést 2021. március 16-án fogadta el a Szenátus.